# 아크로신
아크로신(Acrosin)은 정자두부의 첨체에 있는 효소로 트립신과 유사한 단백질분해효소인데, 수정이 이루어지는 과정에서 정자미부의 추진운동으로 밀착된 부위의 투명대를 용해시켜 통로를 형성하게 하며 정자가 난자대로 진입하게 한다.